# Víctor Reviglio
Víctor Félix Reviglio (n. San Francisco, Córdoba, Argentina, 4 de abril de 1938), es un médico y político argentino, gobernador de Santa Fe desde 1987 hasta 1991.

## Orígenes
Víctor Reviglio nació en San Francisco, una ciudad del este de la Provincia de Córdoba. Cursó sus estudios primero, en la escuela Rafael Nuñez, luego en el Colegio Nicolás Avellaneda y más tarde en el General San Martín, todos en su ciudad natal. En 1956 se mudó junto a su familia -padres y hermano- a la ciudad de Córdoba para comenzar a estudiar la carrera de Medicina en la Universidad Nacional de Córdoba. Allí se destacó por ser uno de los diez mejores promedios de la promoción 1968.
Se desempeñó como Practicante Menor y Mayor en el Hospital San Roque de esa ciudad y realizó residencias médicas en la especialidades Medicina Interna y gastroenterología. Casi al mismo tiempo, fue elegido presidente de la Federación de Centros de Practicantes la Provincia de Córdoba; a través de cuya actividad conoció a una estudiante de medicina santafesina que sería su futura esposa. Ello motivó su traslado a la Provincia de Santa Fe donde ejerció su carrera de medicina, ganando un concurso de Sanidad escolar y luego ejerciendo en forma independiente.
Ocupó los cargos de Subsecretario de Salud pública de la Provincia de Santa Fe en 1973, Director Nacional de Atención Médica en 1975, en 1983 Ministro de Salud, Medio Ambiente y Acción Social de la prov. de Santa Fe, en 1992 fue designado Embajador argentino extraordinario y plenipotenciario ante la República de Nicaragua.

## Los años de la resistencia peronista
Las raíces políticas de Reviglio se remontan a su época de estudiante secundario en San Francisco, militando en la Unión de Estudiantes Secundarios (UES) -organización nacional de carácter netamente peronista-. Al trasladarse a la ciudad de Córdoba militó en el Movimiento Juventud Peronista (MJP), vinculado luego a la denominada Resistencia Peronista. Así llegó a Córdoba en 1956.
Cuando Arturo Frondizi llegó a la Presidencia de la Nación en 1958, lo hizo con el voto de los peronistas, comprometiéndose a cumplir una serie de acuerdos, entre los más importantes como: el reconocimiento y la legalización del Movimiento Peronista (que se encontraba totalmente en la clandestinidad debido al decreto Número 4161 del Poder Ejecutivo Nacional en septiembre de 1955, impuesto por la dictadura autotitulada “Revolución Libertadora”), devolución de los bienes del Partido Peronista (rama masculina y rama femenina) y de la Fundación “Eva Perón” (que habían pasado al Estado al disponer la disolución de los mismos por el dictador Pedro Eugenio Aramburu, normalizar la Confederación General del Trabajo (CGT), que estaba intervenida por militares, sindicatos y obras sociales, etc. en el término prudencial de seis meses. Pero Frondizi no solo no cumplíó lo pactado, sino que profundizó la etapa de represión.
En enero de 1960 se denuncia que en el país hay casi seis millones de pobres y un informe especial da cuenta de que a cada hora mueren cinco lactantes. Mientras aumenta el costo de vida, el ministro de Economía primero frondicista y, más adelante menemista, Álvaro Alsogaray repite que “hay que pasar el invierno” y anuncia un futuro feliz. Sin embargo, el verano argentino muestra un efluvio de malestares. Perón, que desde hace un mes vive en España, la última y más prolongada etapa de su exilio, expresa: “En Argentina ha comenzado la época de los cambios. Se realizarán elecciones el mes próximo y millones de mis partidarios no podrán votar libremente. Ellos jamás aceptarán eso.
En medio de una crisis económica el presidente radical Arturo Frondizi puso en aplicación el Plan Conintes designó interventores en más de 20 sindicatos y declaró zonas militares a La Plata, Berisso y Ensenada, ciudades habitadas fundamentalmente por obreros.
Los militares -encabezados por el General Toranzo Montero- presionaron a Frondizi para que implementara el Plan CONINTES (Estado de Conmoción Interna) -el cual ya había sido declarado el 14 de noviembre de 1958 por Decreto "S" (secreto) 9880- a partir de las 0 horas del 14 de marzo de 1960, poniendo a todos los ciudadanos civiles en el área de la justicia militar a cargo de las Fuerzas Armadas. A este, se le sumó un decreto del 15 de marzo, que declaraba situación de emergencia grave de organización de la Nación para tiempo de guerra. De este modo, se habilitó a las fuerzas armadas para reprimir las protestas obreras. El país fue dividido en zonas militares y a partir de allí Córdoba tuvo su consejo de guerra. Fueron detenidos sindicalistas, obreros, estudiantes -entre ellos Reviglio- y alojados en distintas cárceles de la Provincia de Córdoba.
Reviglio, junto a otros militantes políticos, permaneció detenido en la Penitenciaría Capital -la cárcel más antigua de la Provincia-, ubicada en el Barrio San Martín de la ciudad de Córdoba. Allí, se integró a la Unidad médica-odontológica que existía con función de practicantes de la salud, bajo la dirección del Dr. Centeno para asistencia de sus compañeros de causa detenidos. La aplicación del Plan Conintes se prolongó hasta el 2 de agosto de 1961 (decreto 6495/61).
La aplicación del Estado de sitio y del Plan Conintes se sumaron a la Ley de emergencia N.º 15293, en un intento de pacificación bajo los auspicios del presidente Arturo Illia, la ley fue derogada el 30 de noviembre de 1963 durante la presidencia de Arturo Illia [cita requerida]Al dar por finalizado la aplicación del plan CONINTES, la justicia militar había cesado y todos fueron liberados.
Aplicando el Plan Conintes miles de personas fueron detenidas y al menos 111 fueron condenadas en juicios sumarios realizados por consejos militares de guerra, a la vez que los detenidos fueron sometidos sistemáticamente a torturas. En el mismo marco, decenas de miles de trabajadores de los transportes y servicios públicos fueron incorporados forzadamente al servicio militar y puestos bajo el mando de las fuerzas armadas.

## La actividad política en Santa Fe
En la política santafesina se inició ocupando cargos relacionados con la medicina. Fue elegido Vicepresidente de la Ex Asociación Médica de Santa Fe -principal gremio médico- y desde allí pasó a militar en el Frente Justicialista de Liberación (FREJULI) entre los equipos técnicos conformados entre el Partido Justicialista y el Movimiento de Integración y Desarrollo (MID) liderado por el popular exgobernador Carlos Sylvestre Begnis.
Tras las elecciones del 11 de marzo de 1973, fue designado Subsecretario de Salud Pública la Provincia de Santa Fe. Luego, en medio de los cambios introducidos en el gabinete de la presidenta María Estela Martínez de Perón por el político santafesino Italo Luder fue promovido a Director Nacional de Atención Médica en 1975. El golpe de Estado del 24 de marzo de 1976 motivó su desplazamiento temporal de la función pública.

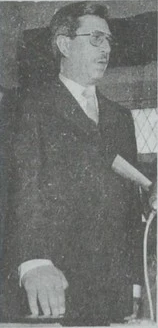
Jura de Víctor Reviglio, ministro de salud, medio ambiente y acción social durante el gobierno de José María Vernet. 11 de diciembre de 1983.

. Impulso como proyecto la Ley de Reforma del Sistema Hospitalario Nacional y de Hospitales de la Comunidad, la creación del Ente Nacional de Agua Potable. Redactó la Ley de Medicamentos estableciendo el carácter de bien social del medicamento.

## Gobernador de Santa Fe
El 30 de octubre de 1983, al celebrarse las primeras elecciones en el país luego de más de siete años de dictadura militar, el justicialista José María Vernet derrotó a Aníbal Reinaldo, -candidato por la Unión Cívica Radical. Vernet prestó juramento y Reviglio fue designado estratégicamente como Ministro de Salud, Medio Ambiente y Acción Social de la Provincia de Santa Fe. Esta, era entonces la Provincia más importante -por población y por incidencia nacional.
Vernet hasta entonces que se desempeñaba como asesor contable de la Unión Obrera Metalúrgica; lo que ejemplifica elocuentemente el rol y la influencia con el que todavía contaba el sindicalismo en las bases del partido justicialista.
Con la necesidad de encontrarle reemplazo a la conducción del fallecido Juan Domingo Perón. En la provincia al lado del gobernador Vernet se agruparon los grupos de la "verticalidad peronista": Reviglio y su Frente de Unidad Peronista, las 62 Organizaciones peronistas de Miguel Gómez, la Mesa Unificadora Ortodoxa de Antonio Vanrell y, junto a ellos, Carignano y Lealtad Peronista. En el bando opositor se ubicaron en cambio figuras como los diputados Cardozo y Rubeo, el vicegobernador Martínez, el senador Celestino Marini o Luis Druetta. La presidencia del partido quedó en manos del primer grupo, en la persona de Raúl Carignano tras las elecciones internas de ese año.
Sin que ninguno de los referentes políticos pudiera imponerse al resto, con la fragmentación del bloque de Diputados en la legislatura provincial y sin posibilidad de reelección para el gobernador Vernet, Reviglio se convirtió en el candidato natural para la sucesión en la "Casa Gris" sostenido por una alianza de corrientes internas bajo la denominación "Frente para la Victoria" (Lista 5). Así, apoyado también en una sumatoria de votos con el sector "Unidad y Solidaridad" (Lista 9), se impuso en las elecciones internas del 19 de octubre de 1986 a la lista "Restauración Peronista" encabezada por Carignano; quien retuvo la presidencia del partido, en tanto para esa categoría las tres listas presentaron candidatos separados.
La campaña electoral de 1987 se desarrolló en el marco de un fuerte desgaste político de la Unión Cívica Radical y del gobierno de Raúl Alfonsín: alta inflación, inseguridad en las calles y empobrecimiento de los asalariados. Reviglio era un candidato fuerte. La UCR presentó una fórmula integrada por Luis  "changui" Cáceres -dirigente cofundador de la Coordinadora Nacional- y Juan Héctor "Canchi" Sylvestre Begnis -hijo del exgobernador santafesino; pero nada pudieron hacer frente a la debacle política nacional que vivieron.

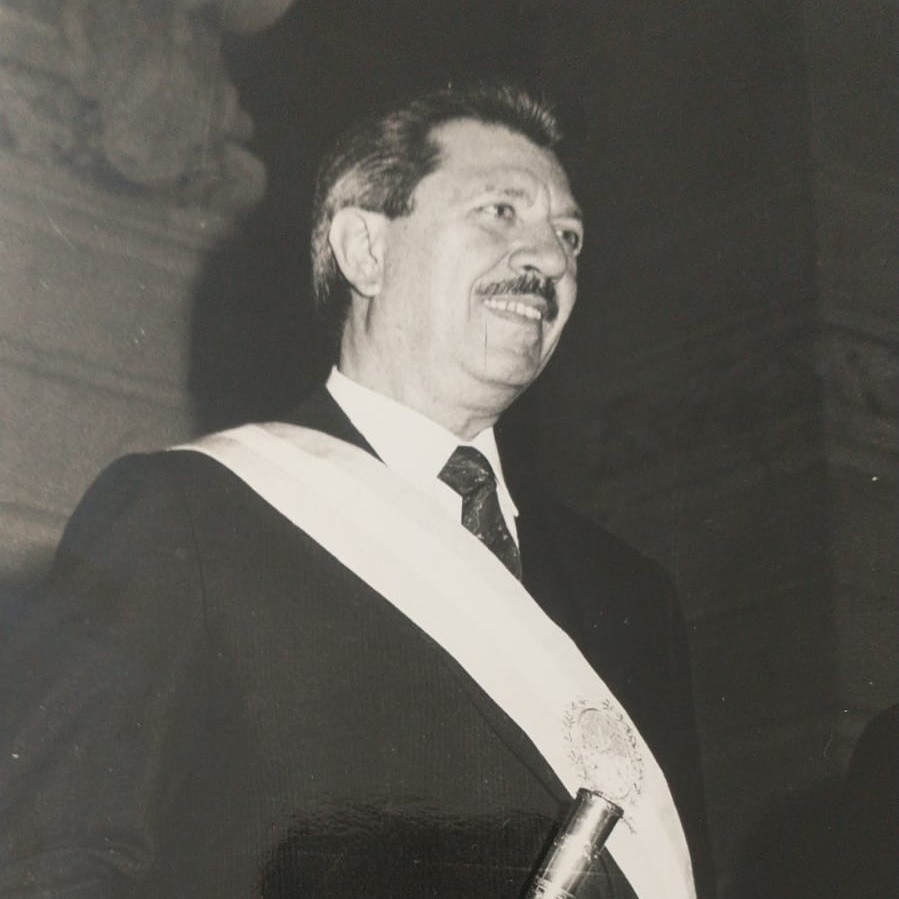
Víctor Félix Reviglio con los atributos presidenciales al asumir como gobernador de Santa Fe, 1987.

El acto comicial se realizó el 6 de septiembre y Reviglio ganó las elecciones con el 44,3% de los votos por sobre el 28,4% de Cáceres. En tercer lugar se ubicó el jurista Alberto Natale, candidato del Partido Demócrata Progresista y ex interventor de la Municipalidad de Rosario bajo el gobierno militar, con el 13,6% de los votos.
En la noche de las elecciones, Reviglio declaró:

Es un voto castigo a las políticas del gobierno nacional implementadas de espaldas al pueblo. Pero no es un voto castigo a la democracia.

### La cooperativa peronista
El Partido Justicialista de Santa Fe carecía de un líder que centralizara las decisiones y el poder. 
Reviglio, como gobernador, sucedió a Vernet el 10 de diciembre de 1987. Durante su gobierno se llevó a cabo un juicio político y posterior destitución del vicegobernador de la provincia Antonio Vanrell.
Se estableció la Escuela fábrica de Capitán Bermúdez, con el apoyo de las industrias de la zona. Se crearon nuevos centros de sanidad en el interior provincial. Se sancionó la Ley 5110. Se aumentó el presupuesto de obras públicas, facilitando así muchas realizaciones. se inaugura una parte de la estación de ómnibus "Gral. Belgrano" de Santa Fe, viviendas, escuelas y hospitales. Se llevó a cabo la reforma agraria, se construyeron edificios de centros cívicos, los Tribunales de Rafaela, electrificación rural, etc.
A raíz de la crisis económica que comenzó en 1988 Reviglio junto a otras jóvenes figuras del justicialismo estableció ollas populares y talleres de oficios para jóvenes en los barrios marginales de Rosario y ciudad de Santa fe lo que ganó el mote de la cooperativa justicialista.

Elaboró el Plan de coordinación para el control de las diarreas estivales para ello reunió recursos nacionales, provinciales y municipales para un control severo de los lactantes del Gran Rosario. En el área de la. Lacción preventiva fomentó investigación del Mal de Chagas que azotaba al norte provincial y la creación del Plan Lucha Antituberculosa, tarea que se efectuaba en coordinación con el Ministerio de Salud Pública de la Nación, la Organización Mundial de la Salud y el Fondo de las Naciones Unidas para la infancia (UNICEF). También se puso en ejecución el Plan de Lucha Antirrábica y la lucha contra la fiebre hemorrágica argentina

### Hambre, disturbio y saqueos de 1989
El contexto económico y político hacia fines de 1988 y primer trimestre de 1989 fue el caldo de cultivo de la mayor crisis social de la historia argentina y de Santa Fe. El 28 de mayo de 1989 el presidente Raúl Alfonsín anunció la eventual implementación de un plan económico de emergencia. Durante esa misma noche, se generalizaron los saqueos en las principales ciudades del país, entre ellas la ciudad industrial santafesina, especialmente en los barrios del sur de la misma, donde estaban concentrados la mayoría de los principales supermercados. La hiperinflación hizo estrago en los salarios e ingresos informales de las familias argentinas y la moneda el australesse devaluó a 200. Ese mismo mes, el costo de vida de los rosarinos subió un 78,5% con respecto al mes anterior y la inflación trepó a 96.5% en mayo respecto de abril, por lo que los precios de los productos se remarcaban hasta dos y tres veces por día. Los sectores de menores ingresos no podían comprar alimentos básicos por la depreciación de la moneda. 

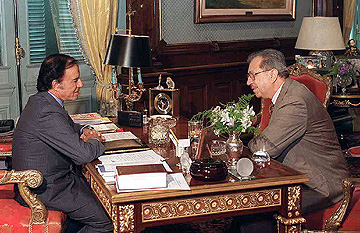
Carlos Menem junto a Victor Reviglio (en ese momento embajador de la República Argentina en Nicaragua) el 11 de diciembre de 1996.

En las elecciones presidenciales del 14 de mayo de 1989 el justicialista Carlos Menem derrotó al candidato radical Eduardo Angeloz. El presidente Alfonsín empezaba lentamente a perder poder. El dirigente radical Horacio Usandizaga había renunciado a la intendencia cumpliendo el juramento de irse si Carlos Menem era elegido presidente y el presidente del Concejo Deliberante Carlos Ramírez estaba provisoriamente a cargo del despacho municipal.
Así, los primeros disturbios comenzaron en Rosario el miércoles 24 de mayo de 1989 -en medio de un feriado bancario y rápidamente se extendieron hacia otras ciudades, incluyendo el propio GBA.
Los manifestantes irrumpieron dentro de supermercados, almacenes y pequeños negocios,  gente joven, mujeres y niños, quienes formaron una barrera humana frente a la policía. Aunque la mayoría estaba motivada por el hambre y solo se llevó comida.el 29 de mayo, cuando el presidente declaró el estado de sitio por 30 días. La ciudad fue militarizada y dividida en tres áreas operativas. Se suspendieron las clases, se cerraron los bancos, se cancelaron los servicios de transporte público de pasajeros y se impuso un toque de queda.
Aunque la violencia estaba más bien dirigida contra comercios en sí mismos que contra personas individuales, tuvieron lugar algunos incidentes aislados en los que dueños de locales resultaron heridos o hirieron a otros mientras trataban de proteger sus respectivos negocios, además de ataques contra algunos destacamentos de policía.A pesar de la crisis puso en orden las finanzas. Sin recibir aportes de los gobiernos nacional logró pagar sueldos y aguinaldos que llevaban un año atrasados al acceder a la gobernación.
Al respecto el gobernador Reviglio se dirigió al pueblo santafesino en un discurso:

Esperábamos que esto sucediera... hay crisis, hay marginados... apropiarse de lo ajeno no es lo correcto pero es entendible.

Para principios de junio los disturbios habían cesado, la policía restableció el control de la situación, y las autoridades nacionales y municipales comenzaron a enviar y distribuir asistencia alimentaria a través de comedores populares.

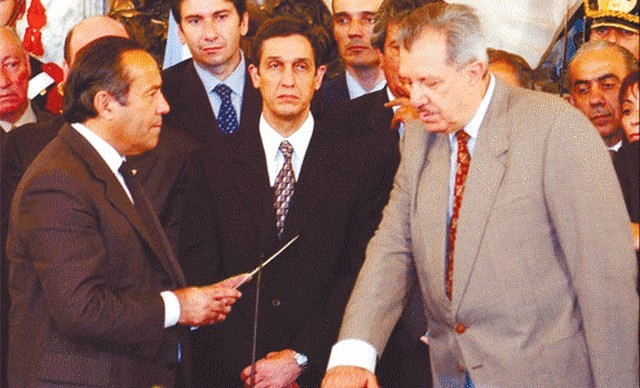
Reviglio jurando como Secretario de Políticas y Regulación Sanitaria (Ministerio de Salud) del gobierno de Adolfo Rodríguez Saá.

## Funcionario nacional
En 1992, ya finalizado su mandato como gobernador, fue designado Embajador Argentino Extraordinario y Plenipotenciario en Nicaragua. Al regresar al país, se insertó en el escenario político provincial al integrar la corriente interna del justicialismo liderada por Carlos Reutemann en los años noventa.
Regresó al actividad política a fines de 2001. Adolfo Rodríguez Saá, durante su efímero gobierno, lo nombró Secretario de Política Sanitaria.
Posteriormente, ha militado en el Peronismo Federal en oposición al Frente para la Victoria.